# Екрем Імамоглу
Екрем Імамоглу (нар. 3 червня 1971) — турецький політик, мер Стамбула. Колишній мер Бейлікдюзю (30 березня 2014 — 31 березня 2019).

## Біографія
Імамоглу народився 3 червня 1971 року в місті Акчаабат, на захід від міста Трабзон, в Туреччині. Батько Хасан Імамоглу займався торгівлею, а мати Хавва Імамоглу продавала товари власного виробництва. Має молодшу сестру Несліхан. У ранньому дитинстві він жив у сільських громадах Джевізлі та Їлдизли, на південний захід від Акчаабата. Закінчив Трабзонську середню школу, де грав в аматорський футбол і гандбол. У старшій школі тричі ставав Чемпіоном Туреччини з гандболу.

### Освіта
Після закінчення середньої школи вступив до Східно-Середземноморського університету в Турецькій Республіці Північного Кіпру на факультет будівничої інженерії. Через деяких час перевівся до Американського університету Кіренії на відділення менеджменту факультету комунікацій. Через два роки навчання подав запит на переведення на англомовний факультет менеджменту до Стамбульського уніерситету, який закінчив у 1994 році. Потому вступив до цього ж університету на магістратуру з управління людськими ресурсами, але освіту не закінчив через роботу. Екрем Імамоглу отримав ступінь магістра, перебуваючи на посаді мера Бейлікдюзю, поновившись в університеті завдяки студентській амністії.

### Переїзд до Стамбула
У 1987 році родина Імамоглу переїхала до Стамбула. Спершу вони проживали в районі Багларбаши в Ускюдарі, звідки через два роки переїхали до Ґьозтепе, що в Кадикьої. Першу ділянку в районі Бейлікдюзю родина Імамоглу прибдала 1991 року. Після цього сімейна фірма, в якій працював Екрем Імамоглу, почала займатися будівництвом. Він сам 1992 року взявся керувати закусочною «Котлети Імамоглу Акчаабат». Попри те, що пізніше бізнес розширився і в різних районах Стамбула були відкриті відділення цієї закусочної, родина Імамоглу не знайшла партнера, котрий би допоміг у менеджменті мережі, тому у 2001 році Екрем Імамоглу, а в 2009 і вся родина вийшли з сектору харчування.
Під час обов'язкової служби в армії Імамоглу служив у навчальній авіаційній бригаді, що базується в Кютаг'ї. У 2002-2003 роках був членом Ради директорів ФК Трабзонспор. Пізніше також займав керівну посаду в ФК Бейлікдюзю.

## Політична кар'єра
Імамоглу приєднався до Народно-республіканської партії у 2008 році й був обраний головою молодіжного крила партії у 2009 році. 16 вересня 2009 року він був обраний головою місцевого відділу партії в Стамбульському районі Бейлікдюзю. 15 липня 2013 року він оголосив, що буде балотуватися на пост мера Бейлікдюзю. Вибори відбулися 30 березня 2014 року в рамках місцевих виборів в Туреччині, і Імамоглу здобув 50,44 % голосів, перемігши іншого кандидата Юсуфа Узуна.
Після оголошення відставки мера Стамбула Кадіра Топбаша 23 вересня 2017 року Імамоглу був обраний кандидатом на посаду мера Стамбула 2019 року.

### Історія участі у виборах
Починаючи з 2014 року Екрем Імамоглу чотири рази брав участь у місцевих виборах як кандидат у мери Стамбула. У 2025 році, перебуваючи під арештом, взяв участь у праймериз Республіканської народної партії як кандидат у кандидати у президенти Туреччини.
| Дата            | Тип                                      | Територія                   | Партія                         | Відсоток отриманих голосів | Кількість отриманих голосів | Відсоток, отриманий суперником | Кількість, отримана суперником | Джерело | Результат                          |
| --------------- | ---------------------------------------- | --------------------------- | ------------------------------ | -------------------------- | --------------------------- | ------------------------------ | ------------------------------ | ------- | ---------------------------------- |
| 30 березня 2014 | Місцеві вибори                           | Бейлікдюзю                  | Республіканська народна партія | 50,8%                      | 76.034                      | 39,7%                          | 59.309                         | [ 21 ]  | Перемога                           |
| 28 вересня 2017 | Вибори до Ради муніципалітету            | Стамбульський муніципалітет | Республіканська народна партія | 41,12%                     | 125                         | 58,88%                         | 179                            | [ 22 ]  | Поразка                            |
| 31 березня 2019 | Місцеві вибори                           | Стамбульський муніципалітет | Республіканська народна партія | 48,77%                     | 4.169.765                   | 48,61%                         | 4.156.036                      | [ 23 ]  | Перемога але вибори було скасовано |
| 23 червня 2019  | Проміжні місцеві вибори                  | Стамбульський муніципалітет | Республіканська народна партія | 54,22%                     | 4.742.082                   | 45,00%                         | 3.936.068                      | [ 24 ]  | Перемога                           |
| 31 березня 2024 | Місцеві вибори                           | Стамбульський муніципалітет | Республіканська народна партія | 51,21%                     | 4.438.727                   | 39,59%                         | 3.431.871                      | [ 25 ]  | Перемога                           |
| 23 березня 2025 | Праймериз кандадата в Президенти від РНП | Туреччина                   | Республіканська народна партія | 100,00%                    | 14.850.000                  | –                              | –                              | [ 26 ]  | Перемога                           |

### Мер Стамбула
За результатами виборів 31 березня 2019 року Імамоглу переміг висуванця урядової Партії справедливості та розвитку, колишнього прем'єр-міністра Туреччини Біналі Йилдирима з різницею 13 тис. 729 голосів. 17 квітня Екрем Імамоглу офіційно вступив на посаду мера Стамбула. 6 травня Вища виборча комісія Туреччини скасувала результати виборів мера Стамбула, які відбулися 31 березня, та ухвалила провести перевибори 23 червня. На повторних виборах мера Стамбула 23 червня 2019 року Екрем Імамоглу набрав близько 54 %, збільшивши відрив від свого конкурента, представника партії Ердогана Біналі Йилдирима, на майже 800 тис. голосів.
З січня 2022 року Імамоглу перебуває під судом за «образу посадових осіб виборчого процесу». Його засудили до 2 років, 7 місяців і 15 днів ув'язнення, а 14 грудня 2022 року суддя заборонив йому займатися політикою. Політична заборона ще не набула чинності, оскільки спочатку він має бути підтриманий апеляційним та касаційним судами.

#### Арешт і усунення з посади
18 березня 2025 року диплом Екремама Імамоглу про вищу освіту було скасовано рішенням Стамбульського університету, а сам мер Стамбула на наступний день, 19 березня, був заарештований в рамках розслідування справи про терор, хабарі та зловживання. Екрем Імамоглу був відсторонений від займаної посади. 
Для упередження протестів у Стамбулі було зачинене метро, не працювали соцмережі. Однак масових мітингів не вдалося уникнути. Проти арешту Імамоглу, головного політичного суперника чинного Президента Ердогана, по всій країні спалахнули протести. Влада використала проти протестувальників водомети, сльозогінний газ, попереджувальні постріли в повітря. За перші п'ять днів було заарештовано 1133 протестувальники.

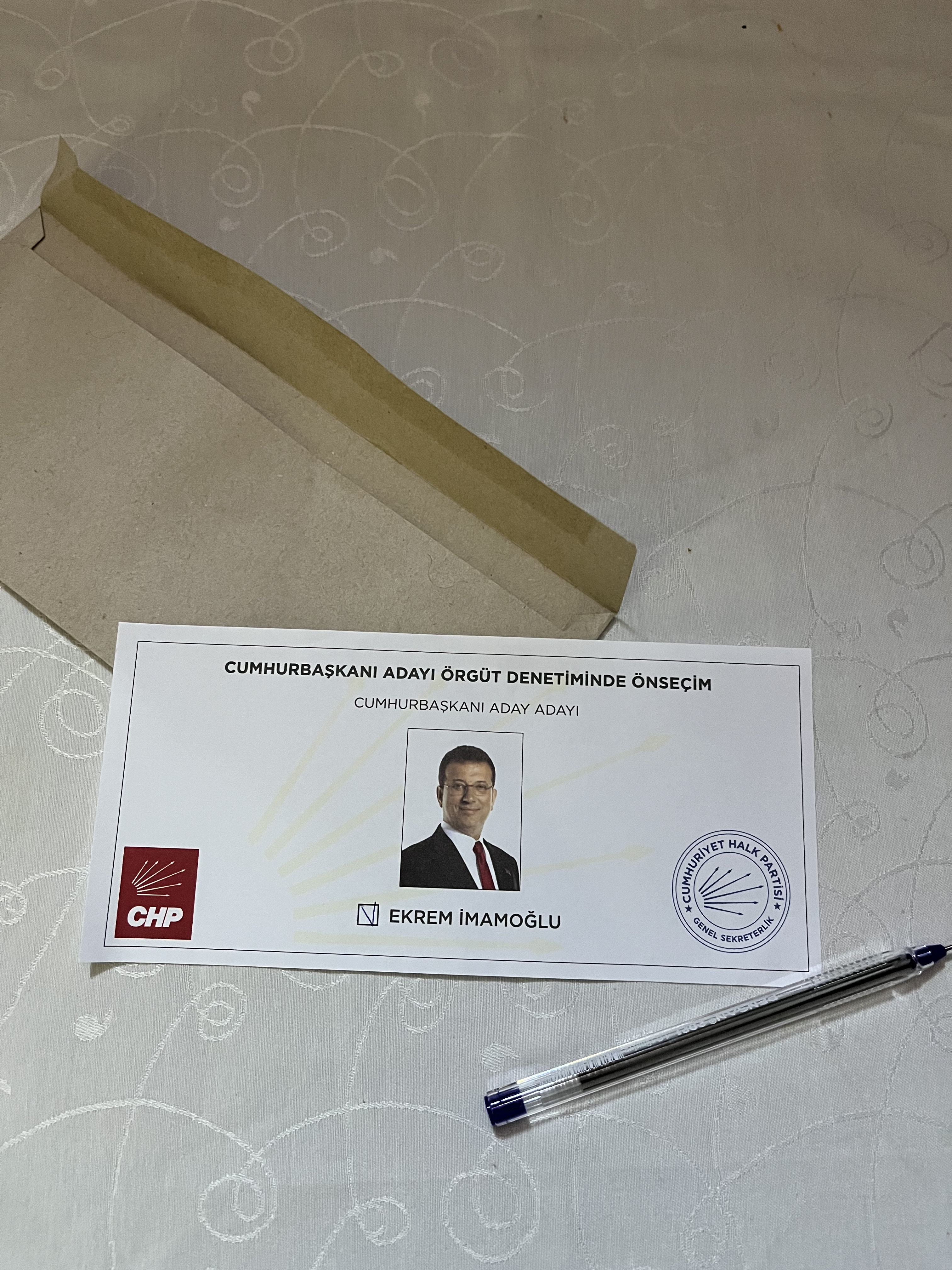
Бюлетень праймериз РНП, 23 березня 2025 року

Доки відсторонений Стамбульський мер перебував під арештом, Республіканська народна партія (РНП), від якої він був обраний, 23 березня провела праймериз і офіційно висунула Екрема Імамоглу кандидатом в президенти — попри його арешт і відсутність формальних ознак для обрання. Через скасування бакалаврського диплома, Екрем Імамоглу зараз юридично є випускником школи і не відповідає законодачій вимозі про наявність у президента вищої освіти. У бюлетені Імамоглу був єдиним кандидатом. У голосування взяло участь понад 15 мільйонів громадян Туреччини, не залежно від членства в партії, а це майже чверть усіх виборців країни. 13,5 мільйонів віддали свій голос за Імамоглу.
Одразу після арешту Імамоглу написав від руки довіреність, за якою на час його відсутності обов'язки мера Стамбула тимчасово передавалися Нурі Арслану, однопартійцеві Імамоглу. Офіційно, відповідно до закону про місцеве самоврядування, вибори виконувача обов'язків мера на позачерговому зібранні місцевої ради були призначені на 26 березня 2025 року. На посаду претендували два кандидати: Нурі Аслан та Зейнель Абідін Окул, представник провладної Партії справедливості та розвитку. У першому турі переміг Нурі Аслан. Він набрав 173 голоси, тоді як його опонент — 123 (загальна кількість членів Стамбульської ради — 316, але з різних причин у голосуванні можуть брати участь лише 307). Проте, необхідної абсолютної більшості не було досягнуто, тому відбувся другий тур, в якому знову не була досягнута абсолютна більшість. Аслан — 177 голосів, Окул — 125. У третьому турі, де вже було достатньо простої більшості, переміг Нурі Аслан. Результати третього туру повністю збігаються з другим.